# 50-es metróvonal (Amszterdam)
Az 50-es metróvonal az amszterdami metró egyik metróvonala, az Isolatorweg és a Gein állomások között. A pálya 20,5 km hosszú és 20 megállóból áll. Az amszterdami metrórendszer egyetlen vonala, ami nem áll meg a Centraal Station állomáson és, ami teljesen elkerüli a belvárost. Isolatorwegtől az Overamstel állomásig az 51-es metróval fut együtt, amit követően egy állomás erejéig csatlakozik az 53-as metró vonalához. Ugyanitt, a Van der Madeweg megállóban csatlakozik hozzá az 54-es metró is, ami a végállomásig követi.

## Állomások
| Perc (↓) | Állomás             | Perc (↑) | Átszállási kapcsolatok                                                                                              |
| -------- | ------------------- | -------- | --- |
| 0        | Isolatorweg         | 40       | |
| 3        | Sloterdijk          | 38       | · 15, 22, 36, 61, 231, 232, 233, 369, FlixBus · 19 · Intercity, Sprinter                                            |
| 4        | De Vlugtlaan        | 35       | 21, N82 7 |
| 6        | Jan van Galenstraat | 33       | N82 13 |
| 8        | Postjesweg          | 31       | |
| 10       | Lelylaan            | 30       | · 62, 63, 247 · 1, 17, 27 · Sprinter                                                                                |
| 11       | Heemstedestraat     | 28       | 2 N88 |
| 12       | Henk Sneevlietweg   | 26       | 68 |
| 16       | Amstelveenseweg     | 23       | 62, 246, 341, 346, 347, 357, 397, N47, N57, N97 24                                                                  |
| 19       | Zuid                | 22       | · 274, 321, 341, 346, 348, 358 · 5, 25 · Intercity, Sprinter, Nachttrein                                            |
| 22       | RAI                 | 19       | · 62, 321, N84 · 4 · Sprinter                                                                                       |
| 25       | Overamstel          | 15       | |
| 28       | Van der Madeweg     | 13       | N85 |
| 29       | Duivendrecht        | 10       | · 41 · Intercity, Sprinter                                                                                          |
| 30       | Strandvliet         | 9        | |
| 32       | Bijlmer ArenA       | 7        | · 44, 47, 49, 66, 120, 126, 171, 200, 255, 271, 300, 330, 356, N30, N85, N86, N87 · Intercity, Sprinter, Nachttrein |
| 34       | Bullewijk           | 5        | |
| 36       | Holendrecht         | 4        | · 41, 47, 375, 376, 377, 378, N85 · Sprinter                                                                        |
| 37       | Reigersbos          | 2        | 47, N85 |
| 40       | Gein                | 0        | 47, N85 |

## Járatok
| Időszak                                          | Járatok gyakorisága |
| ------------------------------------------------ | ------------------- |
| Csúcsidő                                         | 10 percenként       |
| 7:00 előtt, 20:00 után és hétvégén 10:00-ig      | 15 percenként       |
| Délután 20:00-ig és hétvégén 10:00 után          | 12 percenként       |
| Nyári napi csúcsidő                              | 12 percenként       |
| Nyári reggeli csúcsidő, késő délután és hétvégén | 15 percenként       |